# Centrumregionen
Centrumregionen (franska: Province du Centre, engelska: Centre, Centre Region, franska: Région du Centre) är en region i Kamerun. Den ligger i den centrala delen av landet, 100 km norr om huvudstaden Yaoundé. Antalet invånare är 2 672 533. Arean är 68 953 kvadratkilometer. Centrumregionen gränsar till Adamaouaregionen, Östra regionen, Södra regionen, Kustregionen och Västra regionen. 
Terrängen i Centrumregionen är varierad.
Centrumregionen delas in i:
- Département du Nyong-et-Soo
- Département du Nyong-et-Mfoumou
- Département du Nyong-et-Kéllé
- Département de la Lékié
- Département de la Haute-Sanaga
- Mbam-et-Kim
- Méfou-et-Afamba
- Mfoundi
- Mefou-et-Akono
- Mbam-Et-Inoubou

Följande samhällen finns i Centrumregionen:
- Yaoundé
- Mbalmayo
- Bafia
- Nkoteng
- Obala
- Nanga Eboko
- Makak
- Mbandjok
- Eséka
- Akonolinga
- Ndikiniméki
- Ntui
- Saa
- Okola
- Yoko
- Minta
- Ngomedzap
- Akono
- Essé
- Okoa
- Mbankomo
- Ngoro
- Ombésa
- Évodoula